# Teddy Boy (песня)
«Teddy Boy» (рус. Тедди-бой) — песня Пола Маккартни, вышедшая на его дебютном сольном альбоме McCartney в апреле 1970 года после распада группы «Битлз».

## История песни
Песня была написана во время пребывания группы «Битлз» в Индии (начало 1968 года). Лёгкая и беззаботная песня о мальчике, мать которого рассказывает ему о его отце-солдате, не понравилась Леннону, который даже препятствовал первым попыткам Маккартни ввести эту песню в репертуар группы.

### Версия «Битлз»
Тем не менее, группа работала над этой песней во время студийных сессий, посвящённых планировавшемуся альбому Get Back в январе 1969 года. Было записано шесть полных дублей, довольно сильно отличавшихся по звучанию. Однако, возраставшее напряжение среди участников группы привело к тому, что работы над альбомом Get Back были свёрнуты. И всё же звукорежиссёрами Глином Джонсом и Филом Спектором было выполнено несколько финальных миксов данной композиции с использованием различных дублей; Спектор даже рассматривал возможность включения данной песни в альбом Let It Be, чего, однако, не произошло.
В конце концов песня в исполнении «Битлз» была опубликована лишь в 1996 году на компиляционном альбоме Anthology 3. Версия, выпущенная на этом альбоме, представляет собой комбинацию версии Глина Джонса (основанную на дублях, записанных 24 января) с ещё одним дублем, записанным 28 января 1969 года. В записи данной версии участвовали все участники группы. Основную вокальную партию исполнил Маккартни.
Известный исследователь творчества «Битлз» Иэн Макдональд отозвался об этой песне так: «Неприятно непредсказуемая песенка, примечательная лишь переменой тональности от ре мажора к фа-диез мажору».

### Версия Пола Маккартни
Песня «Teddy Boy» вошла в первый сольный альбом Маккартни. Запись осуществлялась в феврале 1970 года дома у Маккартни на четырёхдорожечный катушечный магнитофон марки Studer. Маккартни самостоятельно исполнил вокальную партию, а также партии ритм-, бас-гитары и ударных; кроме него в записи принимала участие его жена, Линда Маккартни, исполнявшая бэк-вокал. Микширование было осуществлено на студии Morgan Studios, располагавшейся в Уиллздене (тогда — северо-западный пригород Лондона).